# Gara Eforie Nord
Gara Eforie Nord este o stație de cale ferată care deservește Eforie, județul Constanța, România.